# コビントン (哨戒フリゲート)
|          | |
| 艦歴     | |
| 発注     | |
| 起工     | 1943年3月1日 |
| 進水     | 1943年7月15日                                                                                                   |
| 就役     | 1944年10月17日                                                                                                  |
| 退役     | 1946年3月16日                                                                                                   |
| その後   | 1947年8月28日にエクアドルに売却                                                                                 |
| 除籍     | 1947年4月 |
| 性能諸元 | |
| 排水量   | 基準 1,430トン 満載 2,415トン                                                                                   |
| 全長     | 303 ft 11 in (92.6 m)                                                                                           |
| 全幅     | 37 ft 6 in (11.4 m)                                                                                             |
| 吃水     | 13 ft 8 in (4.1 m)                                                                                              |
| 機関     | ボイラー3基 5,500軸馬力 タービン2基 2軸推進                                                                     |
| 最大速力 | 20ノット (37 km/h)                                                                                              |
| 航続距離 | |
| 乗員     | 190名 |
| 兵装     | 3インチ50口径対空砲3門 40mm機関砲 4門 20mm機関砲 9門 ヘッジホッグ 1基 対潜爆雷投射機（Y砲）8基 爆雷投下軌条 2条 |

コビントン (USS Covington, PF-56) は、アメリカ海軍の哨戒フリゲート。タコマ級フリゲートの1隻。艦名はケンタッキー州コビントンに因む。その名を持つ艦としては3隻目。

## 艦歴
コビントンは1943年3月1日に海事委任契約の下ウィスコンシン州スペリオルのグローブ・シップビルディング社で起工する。1943年7月15日にJ・フィリップスによって命名、進水し、1944年8月5日に海軍に引き渡される。8月7日に「フェリー」状態で就役し、1944年10月17日に艦長F・S・ブラウン沿岸警備隊少佐の指揮下完全就役した。
コビントンは1944年12月25日にニューファンドランド自治領のアージェンティア海軍基地に到着し、気象観測艦の任務に就く。その後、ボストンおよびサウスカロライナ州チャールストンでのオーバーホールを含め同任務を継続し、1946年3月16日に退役、沿岸警備隊に貸与された。1946年9月17日に海軍に返還され、1947年8月28日にエクアドルに売却された。コビントンはグアヤス (Guayas) と改名され任務に就いた後1972年に退役した。